# Бьергбю
Бьергбю (дат. Bjergby) — посёлок в датской коммуне Йёрринг (бывшая сюсла Веннсюссель) в регионе Северная Ютландия, расположенный примерно в 8 километрах к северо-востоку от Йёрринга. По данным Danmarks Statistik, на 2025 год в посёлке проживает 881 человек.

## Этимология
Название «Бьергбю» происходит от датских слов дат. bjerg (с дат. — «холм или гора») и дат. by (с дат. — «деревня, поселение»), то есть дословно означает «деревня на холме». Хотя в окрестностях нет высоких гор, этот топоним отражает холмистый ледниковый ландшафт, характерный для региона Веннсюссель. Аналогичные названия встречаются и в других местностях Дании, где селения исторически располагались на возвышенностях (например, Слотс-Бьергбю на острове Зеландия и др.).

## География
Бьергбю расположен в историческом районе (сюсла) Веннсюссель) на северо-западе Северной Ютландии и окружён разнообразным природным ландшафтом с заметными перепадами высот. Посёлок находится примерно в 8 километрах к северо-востоку от Йёрринга, в коммуне Йёрринг.
Посёлок разделён на две части: возвышенную восточную, где находятся церковь Бьергбю, приходской дом и ныне закрытый дом престарелых, окружённый необычной коллекцией скульптур животных в наивном стиле, и западную низинную часть, в которой расположены начальная школа, современный кооперативный продуктовый магазин, пиццерия и автосалон.

## История
Поселение Бьергбю имеет средневековое происхождение и упоминается в источниках по крайней мере с XIV века (например, в 1343 году под названием Byærby).
В XIX веке Бьергбю оставался деревней с экономикой, основанной на земледелии и животноводстве. В 1896 году земельные угодья прихода составляли 3268 тённеланда, то есть около 1802,6 гектара земли, из них 765 га приходились на пашни.
По данным на 1898 год, в приходе содержалось 277 лошадей, 1136 голов крупного рогатого скота (в том числе 730 дойных коров), 795 овец, 707 свиней и 2 козы.
До муниципальной реформы 1970 года Бьергбю был центром одноимённой приходской коммуны (Бьергбю) в составе сотни Веннебьерг Йёррингского амта.
В 1970 году приходы Бьергбю и Мюгдаль были включены в состав новой коммуны Йёрринг, образованной объединением города Йёрринг с окружающими сельскими приходами.
После реформы 2007 года коммуна Йёрринг входит в состав региона Северная Ютландия.

## Население
По данным статистики, в 2025 году население Бьергбю составляет 881 человек. Историческая динамика численности населения демонстрирует постепенный рост: около 375 жителей в 1801 году, 621 человек в 1840 году, 742 человека в 1860 году, 824 — в 1880 году, с небольшим снижением до 798 человек к 1890 году. Этот постепенный рост с некоторыми колебаниями отражает стабильное, медленное развитие посёлка как сельской общины. Ниже приведена таблица численности населения по годам:
| 1801 | 1840 | 1860 | 1880 | 1890 | 2010 | 2015 | 2020 | 2025 |
| ---- | ---- | ---- | ---- | ---- | ---- | ---- | ---- | ---- |
| 375  | 621  | 742  | 824  | 798  | 902  | 907  | 860  | 881  |

## Экономика
Экономика Бьергбю типична для датских сельских поселений и базируется на местной торговле, услугах и малом бизнесе. В посёлке действуют местные предприятия — кооперативный продуктовый магазин (Dagli’Brugsen), пиццерия и автомастерская (Bjergby Autoværksted A/S), которые удовлетворяют повседневные потребности жителей и создают рабочие места. Значимую роль в жизни сообщества играл также местный конноспортивный клуб Bjergby Rideklub, где проводились занятия верховой ездой и социальные мероприятия для детей и взрослых (численность клуба составляла около 125 членов). В 2024 году этот клуб объединился с Йёррингским конным клубом, сосредоточив конноспортивную деятельность в масштабе коммуны. Бьергбю примечателен тем, что здесь находятся одни из самых дорогих частных домов в коммуне Йёрринг, что свидетельствует о привлекательности посёлка в экономическом плане.

## Инфраструктура и услуги
В посёлке действует начальная школа Bjergby-Mygdal Skole (школьное отделение «Бьергбю-Мюгдаль» в составе объединённой школы Nordvestskolen), в которой обучаются дети с дошкольного уровня до 6 класса. Школа находится по адресу Asdalvej 14, Bjergby (почтовый индекс 9800 Hjørring). В 2025 году здесь обучалось 136 учеников и работали 17 сотрудников педагогического и технического персонала. Школьный комплекс расположен в живописном месте и включает многочисленные удобства: игровые площадки, спортивное поле, теннисный корт, многофункциональную площадку, а также собственный «школьный лес» (skoleskov) с открытым классом (навес с доской, столами и скамьями), туристическими шатрами и кострищем. В школе поддерживаются давние традиции: каждую неделю по понедельникам и средам проводится общешкольное утреннее пение, первоклассникам назначаются «наставники» из числа шестиклассников, устраиваются ежегодные события вроде праздника 100 дней для первоклассников, парада Люсии (светлого праздника) в церкви и майского фестиваля в группе продлённого дня. Помимо школы, в Бьергбю есть муниципальный детский сад Børnehuset Bjergby, а также упомянутые выше продуктовый магазин, пиццерия и автомастерская, сосредоточенные в западной части посёлка.

## Транспорт
Транспортное сообщение Бьергбю с окружающими населёнными пунктами осуществляется преимущественно автобусами региональной сети. Через посёлок проходит маршрут № 812, соединяющий район Бьергбю-Мюгдаль с Йёррингом. Автобус № 812 следует в том числе через остановки «Bjergby-Mygdal Skole (Asdalvej)» и «Søndervænget (Skagen Landevej / Bjergby)», расположенные в Бьергбю. Полный круговой рейс автобуса занимает около 55 минут; движение осуществляется по будним дням примерно раз в час в дневное время. Ближайшая железнодорожная станция находится в городе Йёрринг (около 8 км от Бьергбю) на линии Nordjyske Jernbaner, откуда ходят прямые поезда до Ольборга, Фредериксхавна и Хиртсхальса.

## Культура, природа и досуг
Бьергбю и соседний Мюгдаль объединены туристическим маршрутом Kunstruten Bjergby-Mygdal — «путём искусства», который знакомит с местными достопримечательностями, скульптурами и природой. Одной из главных точек маршрута является Peterspladsen (с дат. — «площадь Петера») — своеобразный парк наивных скульптур животных под открытым небом, созданных местным умельцем Петером Йенсеном, известным как «Датский Петер». К северо-западу от площади находятся холмы Præstegårdsbakkerne (с дат. — «холмы викария») — охраняемая природная территория с проложенным пешеходным маршрутом длиной около 2 км. Далее по этому маршруту можно посетить Textilgalleriet — текстильную галерею в здании бывшего сельского магазина, церковь Бьергбю, а также усадьбу Odden (Мюгдаль), где размещена обширная коллекция работ художника Йенса Фердинанда Виллумсена. В завершение маршрута туристов ждёт звуковая инсталляция «Langs Stien» (с дат. — «Вдоль тропы»), созданная художницей Эльсебет Йёргенсен. Таким образом, этот маршрут представляет собой 3-километровый прогулочный путь, совмещающий аудиоспектакль и живописные природные виды. Кроме того, окрестности Бьергбю (включая небольшое озеро неподалёку) располагают живописными тропами для пеших прогулок и активного отдыха на природе.

## Религиозная структура
Местная церковь Бьергбю Кирке относится к народной лютеранской церкви Дании (Folkekirken) и является центром прихода Бьергбю, который вместе с приходом Мюгдал входит в пасторат Бьергбю-Мюгдал в составе Йёррингского Северного благочиния (Диоцез Ольборга). Каменная церковь была построена в романском стиле около XII—XIII вв. и стоит на самой высокой точке посёлка. Особенностью церкви является отдельно стоящая деревянная колокольня, сооружённая на вершине древнего кургана на церковном дворе. Церковь Бьергбю и прилегающий скульптурный парк Peterspladsen входят в число достопримечательностей, рекомендуемых к посещению туристами.

## Достопримечательности
К историческим достопримечательностям округа относятся усадьба Бёгстед, основанная ещё в конце XV века, а также несколько древних курганов, например Сковхёй и Фэллехёй, расположенные близ фермы Nymark и охраняемые государством.

## Известные личности
- Ханс Грам[англ.] (дат. Hans Gram) (1685—1748) — датский историк и филолог, родился в Бьергбю в семье местного священника Нильса Хансена Грама[11]. Занимал пост королевского историографа и библиотекаря, был ректором Копенгагенского университета.
- Педер Вогнфёрёр (дат. Peder Vognfører), XVI в. — лютеранский священник, служивший в Бьергбю в период сразу после Реформации; по преданию, был обвинён в колдовстве и сожжён на костре на одном из холмов в приходе Мюгдал, что отмечено в местной истории как примечательное событие[3].